# Kiếp đi ở
Kiếp Đi Ở, (Tiếng Pháp: Le Journal d'une femme de chambre) là một tiểu thuyết của nhà văn người Pháp Octave Mirbeau (1900).
Mirbeau chỉ trích xã hội Pháp và lên án trong nước Dịch vụ như là một hình thức hiện đại của chế độ nô lệ.
Bản dịch tiếng Việt:: Kiếp Đi Ở, Lao động, 2003.

## Chuyển thể
- Н. М. Мартов (N. M. Martov), Дневник горничной (1916).
- Jean Renoir, Diary of a Chambermaid (1946).
- Luis Buñuel, Le Journal d'une femme de chambre (1964).
- Benoît Jacquot, Journal d'une femme de chambre (2015).

## Liên kết ngoài

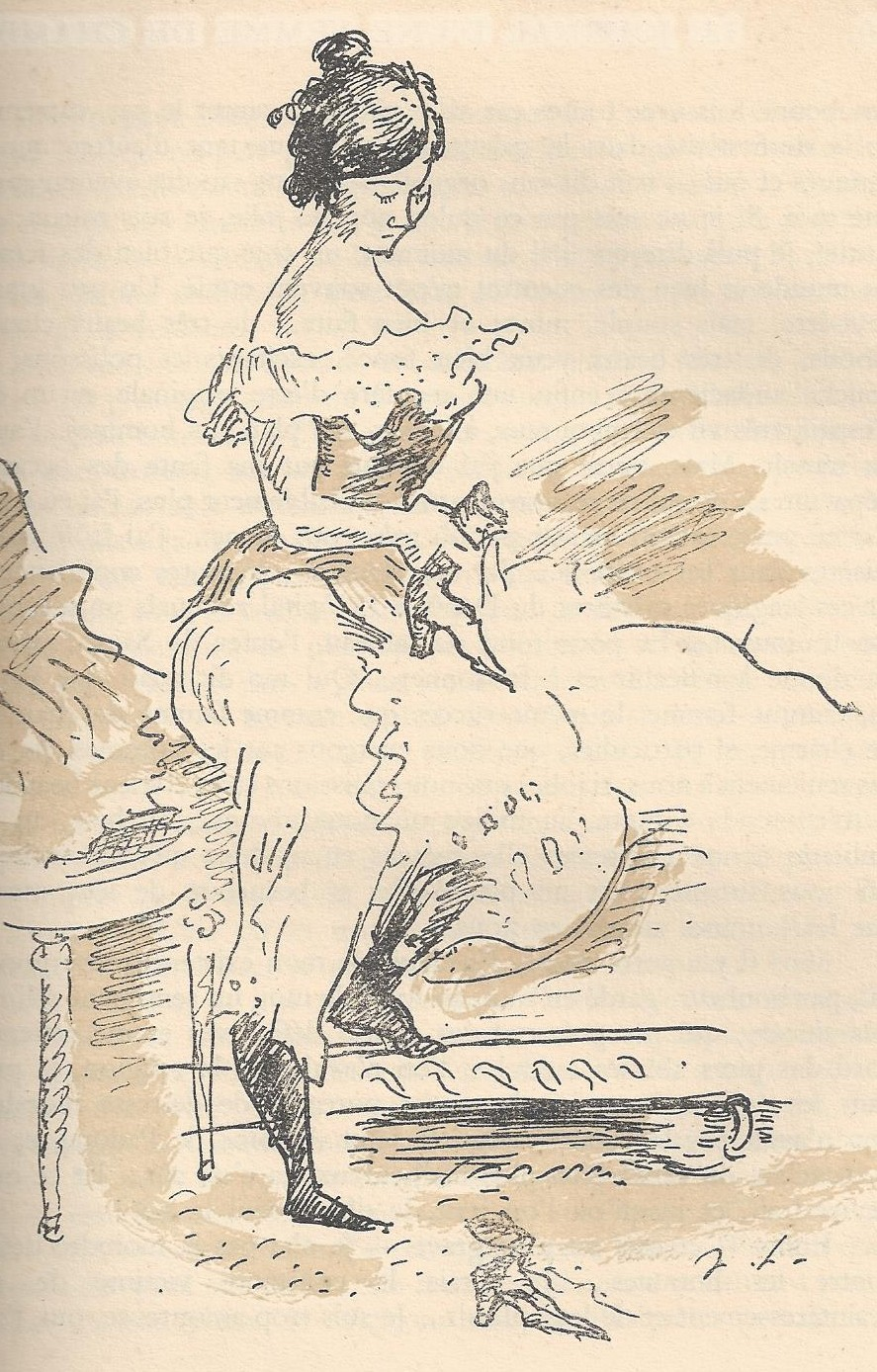
Jean Launois, Célestine, 1935